# غاري ستيفنز (لاعب دوري الرغبي)
غاري ستيفنز (بالإنجليزية: Gary Stevens)‏ هو لاعب دوري الرغبي أسترالي، ولد في 4 يناير 1944. لعب مع فريقي ساوث سيدني رابتوس وكانتبري-بانكستون بولدوجز، كما شارك في منتخب أستراليا لدوري الرغبي.